# خايمي فيليغاس
خايمي فيليغاس (بالإسبانية: Jaime Villegas)‏ هو لاعب كرة قدم هندوراسي في مركز الدفاع، ولد في 5 يوليو 1950 في لا سيبا في هندوراس. شارك مع منتخب هندوراس لكرة القدم. أما مع النوادي، فقد لعب مع ريال إسبانيا.

## وصلات خارجية
- خايمي فيليغاس على موقع الاتحاد الدولي (مؤرشف)  (الإنجليزية)
- خايمي فيليغاس على موقع قاعدة بيانات كرة القدم.إي يو (الإنجليزية)
- خايمي فيليغاس على موقع ناشيونال فوتبول تيمز (الإنجليزية)
- خايمي فيليغاس على موقع Soccerway.com (الإنجليزية)
- خايمي فيليغاس على موقع عالم كرة القدم.نت (الإنجليزية)